# Korytarz suwalski

Mapa obwodu królewieckiego

Korytarz suwalski – rozważana przez Rosję w latach 90. eksterytorialna autostrada, która miała połączyć Rosję z obwodem królewieckim. Droga miała przebiegać przez Polskę i Białoruś.

## Pierwsze plany
Pierwsze plany utworzenia połączenia z Królewcem pojawiły się w 1992 roku. W listopadzie 1993 roku premier Federacji Rosyjskiej Władimir Szumiejko zaproponował utworzenie specjalnego korytarza komunikacyjnego na trasie: Grodno–Suwałki–Gołdap–Gusiew. Miesiąc później pomysł poparł Borys Jelcyn. Przebieg trasy uzasadniano uzależnieniem obwodu od gospodarki Białorusi. Trasa miała przebiegać na istniejących wówczas trasach – korekty wymagałby tylko odcinek Olecko–Augustów, gdzie przebiegała dawna granica Prus. Innym czynnikiem były liczne spory Rosji z Litwą.
Pomysł na korytarz zaproponowano przedstawicielstwu Polski podczas obrad Polsko-Rosyjskiej Rady ds. Współpracy Regionów RP z obwodem królewieckim w październiku 1994 roku. O koncepcji wiedziały wcześniej polskie media (m.in. „Rzeczpospolita” dwa miesiące wcześniej).
W Polsce początkowo koncepcja budowy drogi spotkała się z małym zainteresowaniem. Pomimo trwających od lipca 1995 roku rozmów w ramach polsko-rosyjskiego Stałego Komitetu ds. Transportu (Polskę reprezentował wiceminister transportu Tadeusz Szozda) władze polskie ani media nie komentowały pomysłu.

## Kontrowersje w 1996 roku

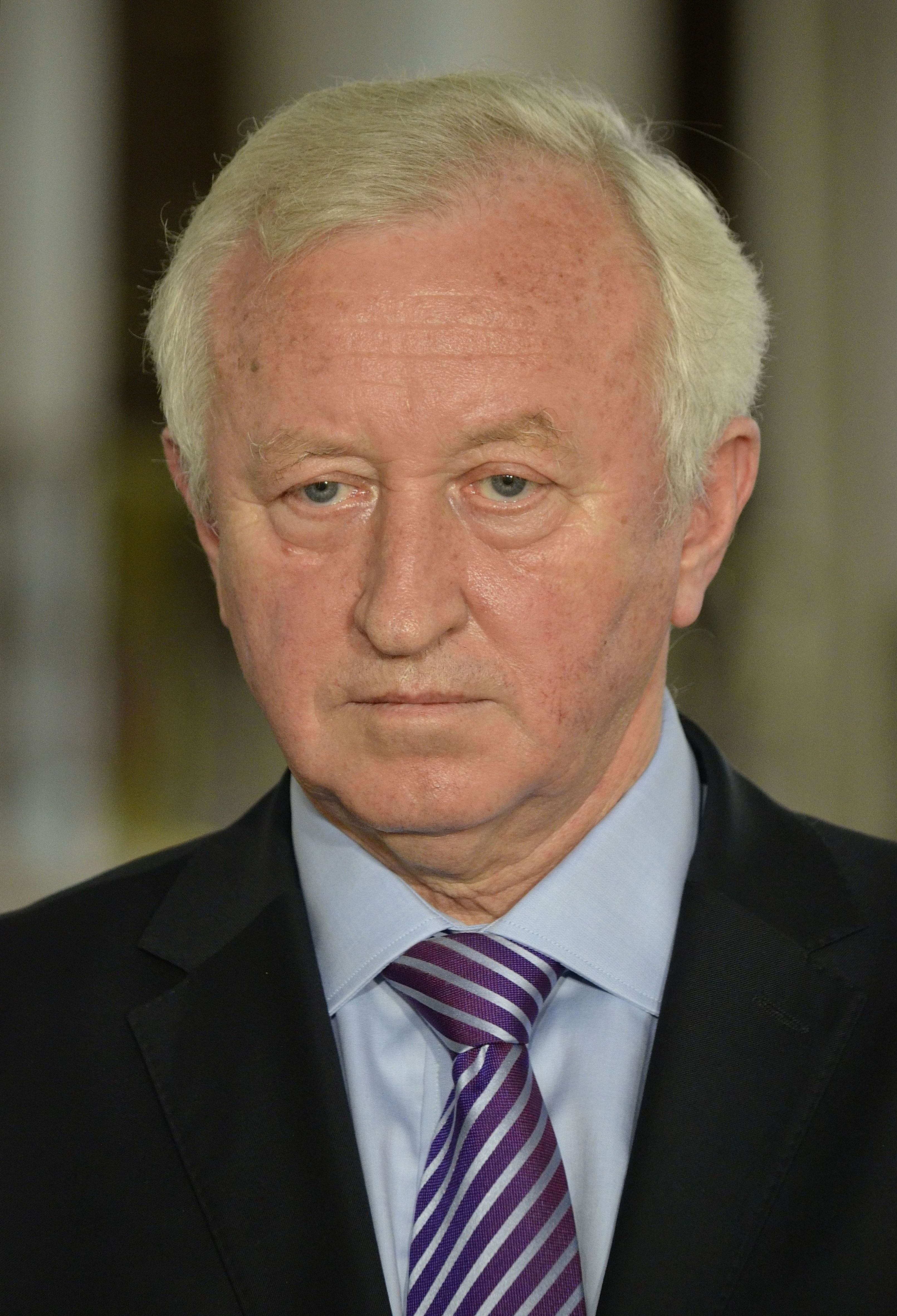
Bogusław Liberadzki – minister transportu i gospodarki morskiej (2015)

Sprawa nabrała większego rozgłosu, gdy 27 lutego w Moskwie Borys Jelcyn poruszył temat autostrady podczas spotkania z Alaksandrem Łukaszenką. Jelcyn motywował budowę autostrady wprowadzeniem wysokich opłat tranzytowych przez Litwę. Przebieg rozmów był komentowany przez polskie media.
Rzecznik Ministerstwa Spraw Zagranicznych Paweł Dobrowolski przyznał, że polscy eksperci wiedzieli wcześniej o drodze, lecz nie pojawiły się jakiekolwiek oficjalne propozycje w sprawie budowy korytarza. Dobrowolski stwierdził, że Polska może rozważyć propozycję, jeśli straty ekologiczne na Suwalszczyźnie zostaną korzystnie dla Polski zrekompensowane przez Rosję. Inne stanowisko miał minister transportu i gospodarki morskiej Bogusław Liberadzki, który nie zgodził się na podpisanie umowy transportowej, uważając, że wszystkie tego typu kwestia regulują porozumienia ogólnoeuropejskie. Liberadzki zaapelował do mediów do nieużywania słowa „korytarz”. Propozycję budowy drogi odrzucili także: minister spraw zagranicznych Dariusz Rosati (28 lutego), wicepremier Grzegorz Kołodko (podczas wizyty na Ukrainie) oraz prezydent Polski Aleksander Kwaśniewski, który obawiał się utraty walorów ekologicznych Suwalszczyzny.
W Polsce pojawiły się komentarze, że Rosjanie żądają budowy drogi. Pogląd umacniało używanie słowa „korytarz” przez rosyjskich polityków. Jerzy Szmajdziński z Socjaldemokracji Rzeczypospolitej Polskiej wskazywał na pogorszenie stosunków polsko-litewskich przy niewielkiej szansie poprawienia stosunków z Rosją. Hanna Suchocka z Unii Wolności oraz Janusz Piechociński z Polskiego Stronnictwa Ludowego podkreślali, że koncepcja pasa eksterytorialnego nie była już stosowana we współczesnym świecie. Piotr Marciniak z Unii Pracy uznał, że propozycję złożono „zbyt protekcjonalnym tonem”. Według Krzysztofa Króla (przewodniczącego Klubu Konfederacji Polski Niepodległej) podjęcie jakiekolwiek decyzji pogorszyłoby stosunki dyplomatyczne albo z Moskwą albo z Wilnem. Król podkreślał, że Rosji nie udawało się wywiązywać z zawartych porozumień i umów w ciągu ostatnich lat.
Przyjęty 23 stycznia 1996 roku program rozwoju dróg ekspresowych nie przewidywał utworzenia drogi.
Podczas gdy Aleksander Kwaśniewski przebywał na Litwie gazeta „Życie Warszawy” opublikowała informacje o rzekomym zaznaczeniu linii na planach zagospodarowania przestrzennego województwa suwalskiego. Linia mogła sugerować powstanie eksterytorialnej drogi przechodzącej przez Polskę. Jako winowajców wskazywano Cezarego Cieślukowskiego (suwalskiego wojewodę) lub Departament Współpracy Transgranicznej UMR (według mediów Cieślukowski należał do grupy polityków, którzy promowali budowę drogi). Ze względu na narastające oskarżenia, Leszek Miller (będący wówczas szefem UMR) nakazał zbadać, czy nie doszło na przekroczenia kompetencji przez urzędników. Cieślukowski od początku zaprzeczał, jakoby kiedykolwiek miał wyrazić zgodę na utworzenie korytarza, a cały skandal uznał za próbę odsunięcia go od władzy przez lokalnych polityków Socjaldemokracji Rzeczypospolitej Polskiej i Polskiego Stronnictwa Ludowego. Szef Biura Kontroli URM Jędrzej Wysocki przyznał, że nigdy nie było planów na budowę eksterytorialnego korytarza. Podczas kontroli nie znaleziono ani kosztorysu ani dokumentacji technicznej – w materiałach była tylko notatka z lutego 1996 roku, w której przedstawiciele Królewca zasugerowali naprawę dróg, budowę obwodnic i wiaduktów oraz zaproponowali ruch tranzytowy po istniejących trasach. Kontrolerów zaniepokoiło jednak liczne wyjazdy służbowe urzędników oraz nagłe ożywienie kontraktów zagranicznych. Pomimo wyników wewnętrznego śledztwa kolacja SdRP i PSL domagała się odwołania wojewody Cieślukowskiego.
6 marca 1996 roku minister transportu i gospodarki morskiej Bogusław Liberadzki zaprzeczył istnieniu drogi eksterytorialnej z Królewca do Białorusi. Według ministra Generalna Dyrekcja Dróg Publicznych zleciła ocenienie stanu technicznego i przepustowości dróg na północy Polski. W dniach 14–15 marca w Polsce wizytował minister spraw zagranicznych Jewgienij Primakow. W drugiej połowie marca temat korytarza powoli znikał z mediów.
W 2002 roku pomiędzy Brukselą i Rosją trwał spór w sprawie dostępu do obwodu królewieckiego po przystąpieniu Polski i Litwy do Unii Europejskiej. Podczas wizyty Aleksandra Kwaśniewskiego w Moskwie w 2002 roku prezydent Polski ponownie nie zgodził się budowę drogi łączącej Rosję z obwodem królewieckim. W maju 2002 roku premier Leszek Miller także negatywnie odniósł się do eksterytorialnego korytarza.

## Reakcje sąsiadów Polski

### Rosja
Gubernator obwodu królewieckiego Jurij Matoczkin także zaprzeczył planom budowy drogi przechodzącej przez Polskę. Według Matoczkina władze obwodu miały tylko porozumieć się z Polską w sprawie przejść granicznych i dróg, by usprawnić ich wykorzystanie. Deputowany rosyjskiej Dumy Władimir Łukin stwierdził, że złożona propozycja była błędem rosyjskiej dyplomacji, zaś publiczna wypowiedź Borysa Jelcyna poświęcona autostradzie tylko utwierdziła Polaków w konieczności jak najszybszego dołączenia do NATO. Zwolennikiem budowy drogi był także Nikołaj Zachmatow – były płk KGB i współpracownik Służby Wywiadu Zagranicznego, który jako przedstawiciel handlowy do 1994 roku lobbował wśród polskich urzędników budowę autostrady. Zachmatowowi udało się uzyskać poparcie kilku wysokich urzędników.
Po odmowie Polski w latach 2002–2004 Rosja próbowała przekonać Litwę do budowy korytarza na jej terytorium.

### Litwa
Litewska opozycja w czerwcu 1995 roku informowała o porozumieniu transgranicznym pomiędzy obwodem grodzieńskim a województwem suwalskim i województwem białostockim. Porozumienie obejmowało m.in. realizację wspólnych połączeń transportowych oraz zawarto plany utworzenia przejścia granicznego Lipszczany–Grodno, z którego wiodło najkrótsze połączenie do przejścia polsko-rosyjskiego w Gołdapi. Litwini uważali, że zawarta umowa na szczeblu wojewódzkim była typową taktyką Rosji, która dążyła do obniżenia rangi porozumień, aby uniknąć ich ratyfikacji przez Parlament. Litewska opozycja informowała także, że wcześniej województwo białostockie przez dwa lata bezskutecznie walczyło o zawarcie podobnej umowy. Po spotkaniu Jelcyna z Łukaszenką w lutym 1996 roku na Litwie przypuszczano, że propozycja miała służyć zarówno skłóceniu Polaków i Litwinów, jak i ominięciu wysokich taryf transportowych. Podczas wizyty w Wilnie 6 marca Aleksander Kwaśniewski skrytykował koncepcję.

### Białoruś
Na Białorusi sprawa drogi eksterytorialnej spotkała się z małym zainteresowaniem władz, jak i mediów. Alaksandr Łukaszenka podczas trwania dyskusji o projekcie nigdy nie skomentował sprawy. Miński tygodnik społeczno-kulturalny „Literatura i Mastactwa” stwierdził, że problemu z korytarzem nie byłoby, gdyby Józef Stalin nie podarował Polsce Białostocczyzny. 14 marca 1996 roku szef białoruskiej dyplomacji Uładzimir Siańko powiedział, że na Białorusi nigdy nie użyto sformułowania „eksterytorialny korytarz”, który według Siańki był „umyślnie podrzuconą terminologią” użytą po raz pierwszy przez Polaków i Litwinów, a nie Rosjan i Białorusinów.